# العلاقات الباربادوسية الهندوراسية
العلاقات الباربادوسية الهندوراسية هي العلاقات الثنائية التي تجمع بين باربادوس وهندوراس.

## مقارنة بين البلدين
هذه مقارنة عامة ومرجعية للدولتين:
| وجه المقارنة                                              | باربادوس       | هندوراس          |
| --------------------------------------------------------- | -------------- | ---------------- |
| المساحة (كم2)                                             | 439            | 112.49 ألف       |
| عدد السكان (نسمة)                                         | 285.72 ألف     | 9.27 مليون       |
| الكثافة السكانية (ن./كم²)                                 | 65.08 ألف      | 82.41            |
| العاصمة                                                   | بريدج تاون     | تيغوسيغالبا      |
| اللغة الرسمية                                             | لغة إنجليزية   | اللغة الإسبانية  |
| العملة                                                    | دولار بربادوسي | لمبيرة هندوراسية |
| الناتج المحلي الإجمالي (بليون دولار)                      | 4.80 مليار     | 22.98 مليار      |
| الناتج المحلي الإجمالي (تعادل القوة الشرائية) بليون دولار | 4.66 مليار     | 41.14 مليار      |
| الناتج المحلي الإجمالي الاسمي للفرد دولار أمريكي          | 15.43 ألف      | 2.53 ألف         |
| الناتج المحلي الإجمالي للفرد دولار أمريكي                 | 16.06 ألف      | 4.91 ألف         |
| مؤشر التنمية البشرية                                      | 0.795          | 0.606            |
| رمز المكالمات الدولي                                      | +1246          | +504             |
| رمز الإنترنت                                              | .bb            | .hn              |
| المنطقة الزمنية                                           | 00             | 00               |

## منظمات دولية مشتركة
يشترك البلدان في عضوية مجموعة من المنظمات الدولية، منها:
| علم المنظمة | اسم المنظمة                                                          | تاريخ انضمام باربادوس | تاريخ انضمام هندوراس |
| ----------- | -------------------------------------------------------------------- | --------------------- | -------------------- |
|             | مؤسسة التنمية الدولية                                                | 29 سبتمبر 1999        | 23 ديسمبر 1960       |
|             | يونسكو                                                               | 24 أكتوبر 1968        | 16 ديسمبر 1947       |
|             | وكالة ضمان الاستثمار متعدد الأطراف                                   | 12 أبريل 1988         | 30 يونيو 1992        |
|             | الأمم المتحدة                                                        | 9 ديسمبر 1966         | 17 ديسمبر 1945       |
|             | وكالة حظر الأسلحة النووية في أمريكا اللاتينية ومنطقة البحر الكاريبي ‏ | ?                     | ?                    |
|             | الاتحاد البريدي العالمي                                              | ?                     | ?                    |
|             | البنك الدولي للإنشاء والتعمير                                        | 12 سبتمبر 1974        | 27 ديسمبر 1945       |
|             | الاتحاد الدولي للاتصالات                                             | 16 أغسطس 1967         | 27 أكتوبر 1925       |
|             | منظمة حظر الأسلحة الكيميائية                                         | ?                     | ?                    |
|             | مؤسسة التمويل الدولية                                                | 25 يونيو 1980         | 20 يوليو 1956        |
|             | المركز الدولي لتسوية المنازعات الاستشارية                            | 1 ديسمبر 1983         | 16 مارس 1989         |
|             | منظمة التجارة العالمية                                               | ?                     | ?                    |
|             | منظمة الشرطة الجنائية الدولية                                        | ?                     | ?                    |

## وصلات خارجية
- موقع وزارة الخارجية الباربادوسية
- موقع وزارة الخارجية الهندوراسية